# Čičevština
Čičevština nebo též ňandžština je jazyk používaný v západním Malawi, Zambii, Mosambiku a Zimbabwe. V Malawi je uznána jako národní jazyk.
Tento jazyk patří do bantuské jazykové skupiny. Kód ISO 639-3 je nya.
Čičevština má svůj původ v provincii Eastren v Zambii. Na počátku koloniální éry byla přijata křesťanskými misionáři.

## Abeceda
| Velká písmena | A | B | C | D | E | F | G | H | I | J | K | L | M | N | O | P | Q | R | S | T | U | V | W | Ŵ | X | Y | Z |
| Malá písmena  | a | b | c | d | e | f | g | h | i | j | k | l | m | n | o | p | q | r | s | t | u | v | w | ŵ | x | y | z |

## Příklady

### Číslovky
| Čičevsky        | Česky |
| -modzi          | jeden |
| -wiri           | dva   |
| -tatu           | tři   |
| -nayi           | čtyři |
| -sanu           | pět   |
| -sanu ndi modzi | šest  |
| -sanu ndi wiri  | sedm  |
| -sanu ndi tatu  | osm   |
| -sanu ndi nayi  | devět |
| -khumi          | deset |

## Základní fráze
- dobrý den – moni
- nashledanou – anatsanzikana
- děkuji – zikomo
- ano – inde
- ne – palibe
- prosím – chonde

## Vzorový text
Otče náš (modlitba Páně) v latince:
Atate athu akumwamba,
dzina lanu lilemekezedwe